# Sucre (valuta)
Sucre (S - Sucre) var den valuta som användes i Ecuador i Sydamerika. Valutakoden var ECS. 1 Sucre var = 100 centavos.
Valutan ersattes den 9 januari 2000 av USA-dollar. Se även Valutaunion. Vid bytet var omvandlingen 1 USD = 25.000 Sucrer.
Den gamla valutan infördes 1884 och ersatte då den tidigare Peso och fick sitt namn efter Antonio José de Sucre.

## Ny latinamerikansk valuta
De nio latinamerikanska vänsterstyrda staterna som ingår i samarbetsorganisationen ALBA beslutade på ett möte i Bolivia, 16 oktober 2009, att en ny valuta med namnet SUCRE (Sistema Único de Compensación Regional) ska införas för intern handel mellan länderna. Främsta syftet är att motverka dollarns dominans. De länder som berörs är Venezuela, Ecuador, Bolivia, Nicaragua, Honduras, Kuba, Saint Vincent och Grenadinerna, Dominica samt Antigua och Barbuda. Valutan träder i kraft i början av 2010.

## Användning
Valutan gavs ut av Banco Central del Ecuador - BCE som grundades 1927 och har huvudkontoret i Quito.

## Valörer
- mynt: fanns i 100, 500 och 1000 ECS
- underenhet: fanns inga centavomynt
- sedlar: fanns i 5000, 10.000, 20.000 och 50.000 ECS